# Novoivánovka (Rostov)
Novoivánovka (en ruso: Новоивановка) es un selo del raión de Zernograd del óblast de Rostov de Rusia. Está situado a orillas del Kugo-Yeya, afluente del Yeya, 36 km al suroeste de Zernograd y 89 km al sureste de Rostov del Don, la capital del óblast. 
Pertenece al municipio Guliái-Borísovskoye.